# Taufbecken (Mogneville)

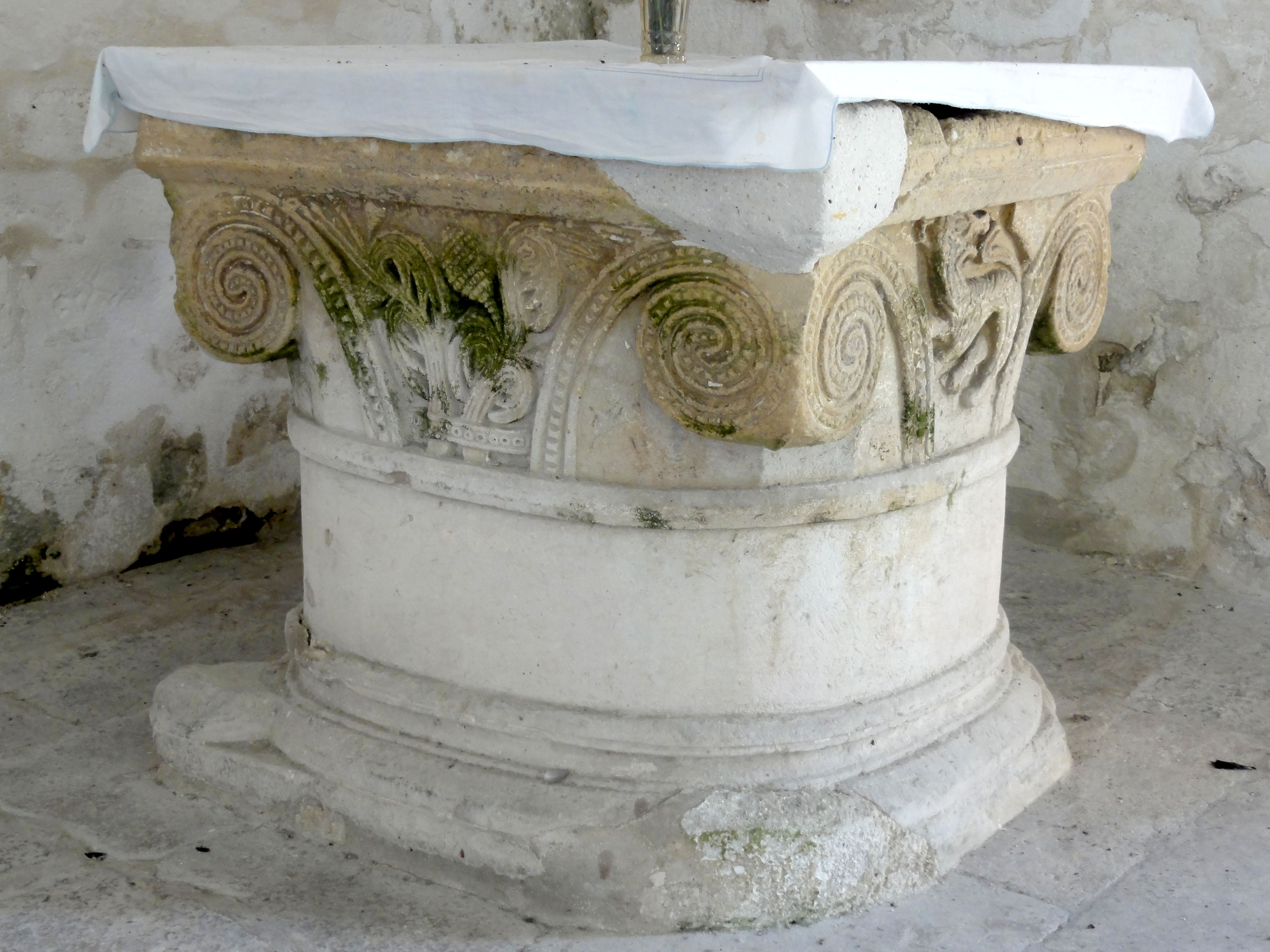
Taufbecken in Mogneville

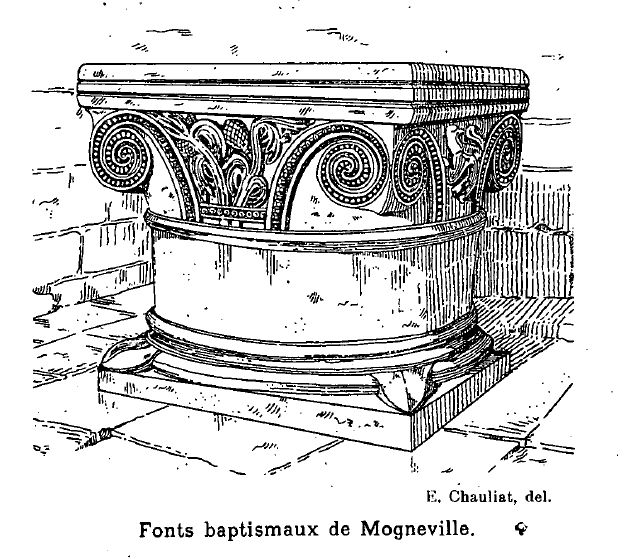
Zeichnung aus dem Jahr 1905

Das Taufbecken in der katholischen Pfarrkirche St-Denis in Mogneville, einer französischen Gemeinde im Département Oise in der Region Hauts-de-France, wurde in der ersten Hälfte des 12. Jahrhunderts geschaffen. Im Jahr 1908 wurde das romanische Taufbecken als Monument historique in die Liste der geschützten Objekte (Base Palissy) in Frankreich aufgenommen.
Das 86 cm hohe Taufbecken aus Kalkstein steht auf einem ovalen Sockel. Das rechteckige Becken ist am oberen Rand profiliert und außen mit Pflanzen und Tiermotiven geschmückt.
Das Taufbecken wurde unsachgemäß mit Zement ausgebessert.